# 欧州グリーンディール
欧州グリーンディール(英:European Green Deal)は、欧州委員会に政策イニシアティブであり、2050年に欧州のカーボンニュートラルを達成するという目的を持っている 。CO2削減は1990年比55％削減を掲げている。
1990年以降のEU排出量は、2019年時点ですでに25％減少しているため  、1990年比55％削減は、2019年比40％削減と同義である。{\displaystyle \left({\frac {0.55-0.25}{1-0.25}}\right)=0.40=40\%}UNEP（国連環境計画）による排出ギャップレポート2020によれば、パリ協定の1.5°Cの温度上昇目標（確率66％）を達成するには、2019年比で世界全体で57％の排出削減が必要であり、さらなる削減が必要な状況である 。
2030年のこの57％の排出削減目標は、世界平均の削減値であって、先進国はさらなる削減が必要とされる 。
既存の各法律を見直し、サーキュラーエコノミー、建物の改修、生物多様性、農業、革新に関する新しい法律を導入する予定である。 
欧州委員会のウルズラ・フォン・デア・ライエン委員長は、計画がヨーロッパを最初の気候に中立な大陸にすると述べた。 
2020年に開始された欧州委員会の気候変動戦略は、2050年までにヨーロッパを温室効果ガスのネットゼロ排出国にし、資源使用量を増やすことなく経済が発展することを実証するというコミットメントとともに、化石燃料に依存している国々が再生可能エネルギーへの移行に取り残されないようにするための措置も同時に整備している。   

## 目的
欧州グリーンディールの包括的な目的は、欧州連合が2050年までに世界初の「気候に中立な地域」になることである。建設、生物多様性、エネルギー、運輸、食品など、さまざまな分野に及ぶ目標が設定されている。 
この計画には、温室効果ガス汚染を同じ割合で削減しない国の潜在的な炭素関税が含まれており これを実現するメカニズムは、炭素国境調整メカニズム（CBAM）：国境炭素税と呼称される 。
- サーキュラーエコノミー行動計画、 [12]
- 排出量取引システムを含む、関連するすべての気候関連政策手段のレビューと可能な改訂
- コンプライアンスからパフォーマンスへの焦点シフトを伴うFarm to Fork戦略（これにより、土壌中の炭素の管理と貯蔵、栄養管理の改善、排出量の削減に対して農家に報酬が支払われる ）、
- 化石燃料の補助金と免税（航空、海運）
- 持続可能でスマートなモビリティ戦略とEUの森林戦略。

バッテリー、クリーン水素、低炭素鋼製造、循環型バイオベースセクター、構築環境などの輸送技術に関する研究と革新をHrizon Eropeプロジェクトを通じ支援する。 
グリーンディールの目標達成のためには、2030年までに年間10億ドル以上の投資が必要になるとみられる。 

## 政策分野

### クリーンエネルギー
2023年に、加盟国は2030年のEUの気候目標を順守するために、気候と国のエネルギー計画を更新する予定である。 
エネルギー計画の主な原則は次のとおり。
- 「エネルギー効率を優先する」
- 「主に再生可能資源に基づいて電力セクターを開発する」
- 手頃なEUエネルギー供給を確保する
- そして「完全に統合され、相互接続されたデジタル化されたEUエネルギー市場」を実現する。 [14]

### 持続可能な産業
EUの気候目標を達成するためのもう1つの対象分野は、サーキュラーエコノミー産業政策の導入である。 2020年3月、EUは、「市民に力を与え、地域を活性化し、最高の技術を手に入れる」ことを目的とした産業戦略を発表した。 この政策分野の重要なポイントには、産業の現代的な側面を後押しし、「気候に中立な」サーキュラーエコノミーに優しい商品市場の探索と創出に影響を与えることである。例えば、「鉄鋼やセメントなどのエネルギー集約型産業の脱炭素化と近代化」が必要となる。 
材料の浪費を減らすことに焦点を当てる「持続可能な製品」政策も導入される予定である。これは、製品が再利用され、リサイクルプロセスが強化されることを保証することを目的としている。 特に焦点を当てている材料には、「繊維、建設、車両、バッテリー、電子機器、プラスチック」である。 欧州連合はまた、「EU外への廃棄物の輸出を停止すべきである」としており「廃棄物の出荷と違法な輸出に関する規則を再検討する」   としている。また「より循環的なビジネスモデルを促進する目的で、使用済み自動車に関する規則を改訂することを提案している。

### 建物とリノベ
エネルギー効率の高い建物の使用を促進し、デジタル化を促進し、建物のエネルギー性能を取り巻く規則を施行することに焦点を当てている。
また、これらの費用を賄うことができない人々のためにエネルギー料金の価格を下げるために、公共住宅の改修も同時に実施される。 建物の改修率を3倍にすることを掲げている。 

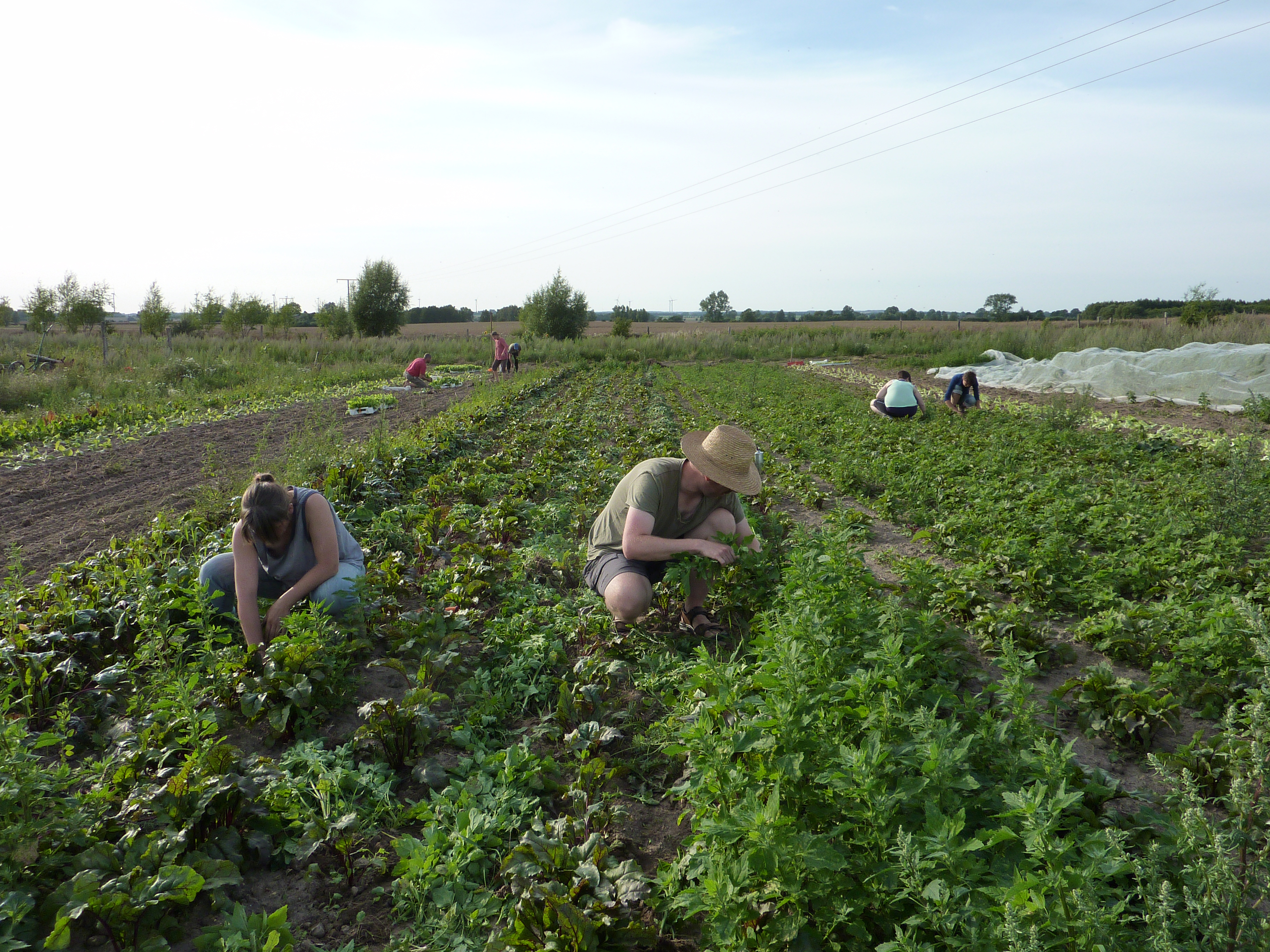
「農場からフォークへ」戦略に対応して使用される有機農法

### ファームトゥーフォーク戦略
食料の持続可能性の問題と、生産者、つまり農民や漁師に割り当てられた支援を追求してる。 これらの資源の生産と移転の方法は、EUが気候にやさしいアプローチと考えているものであり、効率の向上も目指している。
化学農薬の使用を減らすこと、健康食品の選択肢を増やすこと、消費者が製品と持続可能な包装の健康評価を理解しやすくするなどの施策が検討されている。 

目標値は次の通り
- 2030年までにEU農業の25％を有機化する。
- 2030年までに農薬の使用を50％削減する。
- 2030年までに肥料の使用を20％削減する。
- 栄養素の損失を少なくとも50％削減する。
- 2030年までに農業における抗菌剤と水産養殖における抗菌剤の使用を50％削減する
- 持続可能な食品表示を作成する
- 2030年までに食品廃棄物を50％削減する
- 問題に関連する研究開発に€100億を投資する [24]

### 汚染の排除
「ゼロ汚染行動計画」は、2050年までに空気、水、土壌を浄化し、「すべての汚染源」からの汚染を達成しないことを目標としている。 
この目標を達成するために、マイクロプラスチックや医薬品などの化学物質などの有害な資源を代替することを目指している。  「FarmtoFork」戦略は、過剰な栄養素による汚染の削減と、持続可能な生産および輸送方法を支援する。 

### 持続可能なモビリティ
道路、海上、航空輸送における持続可能な代替燃料の採用が増加し 、燃焼機関車の排出基準が修正される。 
また、持続可能な代替ソリューションを企業や一般の人々が利用できるようにすることも目的としている。

### 生物多様性

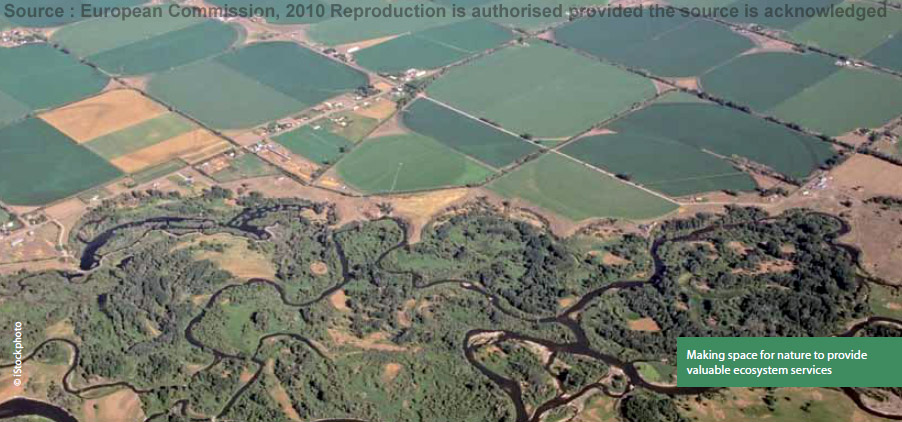
生物多様性のEU保護

欧州連合の生物多様性戦略は、2021年に発表される予定。
EUは、土地の30％と海の30％を保護すると同時に、新旧の成長林の周囲に厳格な保護措置を講じる予定。 
2030年のEU生物多様性目標値は次の通り。
- 海の領土の30％と土地の30％の保護（特に保護原生林と原生林を）
- 2030年までに30億本の植林を行う。
- 少なくとも25,000キロメートルの川を復元
- 2030年までに農薬の使用を50％削減
- 有機農業を増やす。
- 農業における生物多様性の向上。
- 花粉交配者の衰退を逆転させる

- 気候変動に関しては、二酸化炭素レベルは2030年までに倍増すると予測されており、ヨーロッパの気温は2〜3℃上昇すると予想されている。
- ヨーロッパは、オゾン層を破壊する世界のガス排出量のほぼ3分の1を占めている。 [29]
- 生態系がヨーロッパにあるすべての表面積の50％以上が、管理上の問題やストレスによる脅威にさらされています。 [29]
- 欧州連合内では、平均して70万ヘクタールの森林が「社会経済的要因によって引き起こされることが多い」火災によって毎年焼かれ、森林の劣化につながっている。 [29]

### クリーンエネルギー
- 温室効果ガス排出量の75％以上は、EU内でのエネルギーの生産と使用に関連している。 [14]
- 再生可能資源のプラス-再生可能資源は、2017年のEUの総エネルギー消費量の17.5％を供給している。 [14]

### 持続可能産業
- 欧州連合の現在の産業は、温室効果ガス排出量の20％を占めている。 [30]
- リサイクル由来の資源利用は、欧州連合の業界内で12％であにとどまっている[31]

## タイムライン
- 2019年12月11日：ヨーロッパのグリーンディールが発表された。
- 2020年1月14日：欧州のグリーンディール投資計画と公正な移行メカニズムが発表された。
- 2020年3月4日： 2050年までに気候に中立な欧州連合を確保するための欧州気候法の提案がされた
- 2020年3月10日：欧州産業戦略が採択。
- 2020年3月11日：持続可能な資源利用に焦点を当てたサーキュラーエコノミー行動計画の提案。
- 2020年5月20日：フードシステムの持続可能性を高めるために、「ファーム・トゥ・フォーク戦略」が発表
- 2020年7月8日：完全に脱炭素化され、より効率的で相互接続されたエネルギー部門への道を開くための、エネルギーシステム統合と水素に関するEU戦略を採用。
- 2020年7月12日：グリーンウォッシングを減らし、投資家がグリーンオプションを選択できるようにするために、持続可能な活動の分類法が施行された。 [32]
- 2020年9月17日： 2030年気候目標計画が発表[33]
- 2020年12月9日：欧州気候協定が発足。 [34]